# Istros
|  | Per a altres significats, vegeu «Istros (Tràcia)». |

Istros (en llatí Istrus, en grec antic Ἴστρος) era una ciutat de Creta que Artemidor d'Ascaló també va anomenat Istrona, segons diu Esteve de Bizanci. Es trobava prop de Minoa.
S'han trobat importants ruïnes de la ciutat (edificis i columnes), i dos grans blocs de marbre vora Kalo Khorio, Lassithi.